# Brachystele unilateralis
Brachystele unilateralis es una especie de orquídeas de hábito terrestre originaria de Sudamérica.

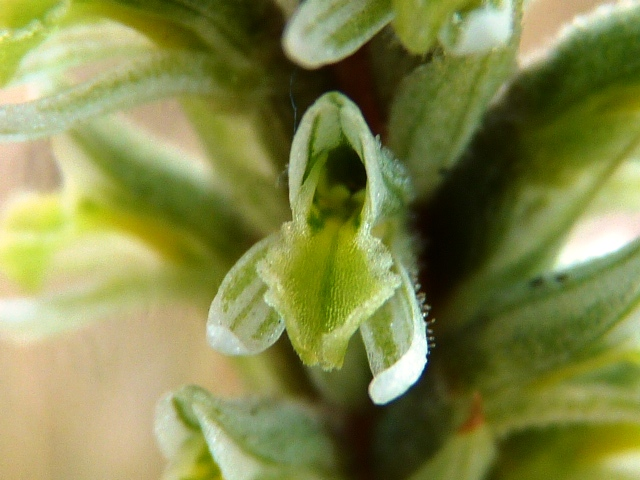
Detalle de la flor

## Descripción
Es una orquídea de pequeño a mediano tamaño, que prefiere el clima fresco, de hábito terrestre con las hojas basales, erecto-patentes, linear-agudas, estrechándose abajo en la base. Florece en el verano en una inflorescencia erecta de 3,5 a 4 cm  de largo, pubescente, con muchas flores, racemosa, cilíndrica, con la apertura sucesiva de flores fragantes.

## Distribución
Se encuentra en Perú, Chile y Argentina a altitudes de 20 a 900 metros.

## Taxonomía
Brachystele unilateralis fue descrita por (Poir.) Schltr. en Beihefte zum Botanischen Centralblatt 37(2): 374. 1920.
Etimología
Brachystele:  nombre genérico que proviene del griego brachys, corto, y estele, en la columna, en referencia al formato de la columna de sus flores.
unilateralis: epíteto
Sinónimos
- Brachystele lechleri Schltr.
- Brachystele nuil (Rich.) Schltr.
- Epipactis diuretica (Willd.) Stokes
- Gyrostachys chilensis (A.Rich.) Kuntze
- Gyrostachys unilateralis (Poir.) Kuntze
- Neottia diuretica Willd.
- Odontorrhynchus chilensis (A.Rich.) Garay
- Ophrys unilateralis Poir.
- Sarcoglottis diuretica (Willd.) Baxter
- Spiranthes chilensis A.Rich.
- Spiranthes diuretica (Willd.) Lindl.
- Spiranthes lechleri (Schltr.) C.Schweinf.
- Spiranthes nuil Rich.[3][4]